# Sherrington (cráter)

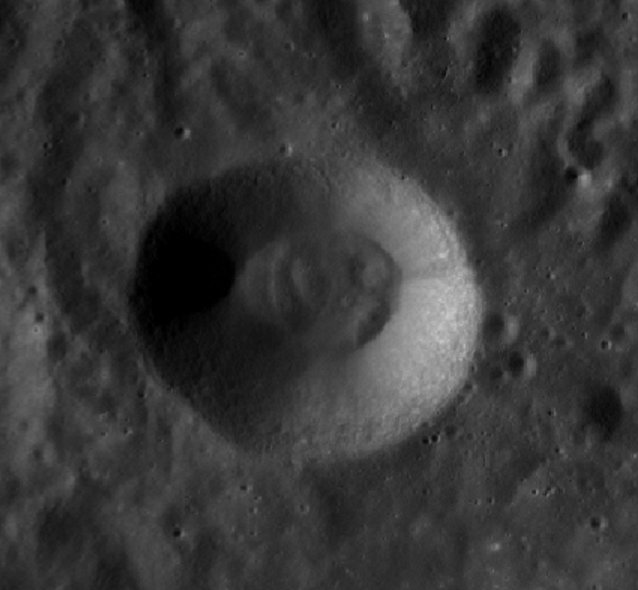
Fotografía de la misión LRO

Sherrington es un pequeño cráter de impacto lunar, superpuesto al borde suroeste exterior del cráter mucho más grande Langemak. Al sur-suroeste se halla Kondratyuk. Sherrington se encuentra en la cara oculta de la Luna, por lo que no se puede ver directamente desde la Tierra.
|  |

El borde de este cráter es alargado en el lado occidental, dándole una forma que recuerda ligeramente a una gota de agua. El borde está libre de desgaste significativo y las paredes internas se inclinan con una pendiente pronunciada hacia el suelo interior.